# Войтинский, Григорий Наумович
Григорий Наумович Войтинский (настоящая фамилия — Зархин, 5 [17] апреля 1893, Невель — 11 июня 1953, Москва) — советский политический деятель, учёный-китаевед. Автор многих работ.

## Биография
В 1918 году вступил в ВКП(б). Участник Гражданской войны на Дальнем Востоке и в Сибири.
В 1920—1927 — на ответственной работе в Исполкоме Коминтерна (ИККИ), заведующий дальневосточным сектором восточного отдела. В 1920 ездил в Китай, встречался с Ли Дачжао и Чэнь Дусю.
Называется первым представителем Коминтерна в Китае, оказал большую помощь в создании Компартии Китая.
В качестве представителя Коминтерна принимал участие в работе 4-го (в 1928 году) и 5-го (в 1929 году) съездов Коммунистической партии Китая, майского (1924), октябрьского (1925) и июльского (1926) пленумов ЦК КПК.
В 1926 году — председатель Дальневосточного Бюро ИККИ в Шанхае. В 1927 году в Иркутске на хозяйственной работе.
С 30-х годов на научно-исследовательской и преподавательской работе в Москве.

## Сочинения
- КВЖД и политика империалистов в Китае. М., 1930. 72 с. (Ком. Акад. Ин-т мирового хозяйства и мировой политики).
- Лекции по новейшей истории Китая : (1918—1924 гг.) / М-во высш. образования СССР. Моск. ин-т востоковедения. — М. : МИВ, 1947. — 71 с.